# Piauí Esporte Clube
Il Piauí Esporte Clube, noto anche semplicemente come Piauí, è una società calcistica brasiliana con sede nella città di Teresina, capitale dello stato del Piauí.

## Storia
Il club è stato fondato il 15 agosto 1948. Il club ha vinto il Campionato Piauiense per la prima volta nel 1966, vincendo la competizione anche nei tre anni successivi. Il Piauí ha partecipato al Campeonato Brasileiro Série A nel 1979 e nel 1986.

## Palmarès

### Competizioni statali
- Campionato Piauiense: 6

1966, 1967, 1968, 1969, 1985, 2025
- Campeonato Piauiense Segunda Divisão: 1

1957, 2024